# Schloss Stjärnsund

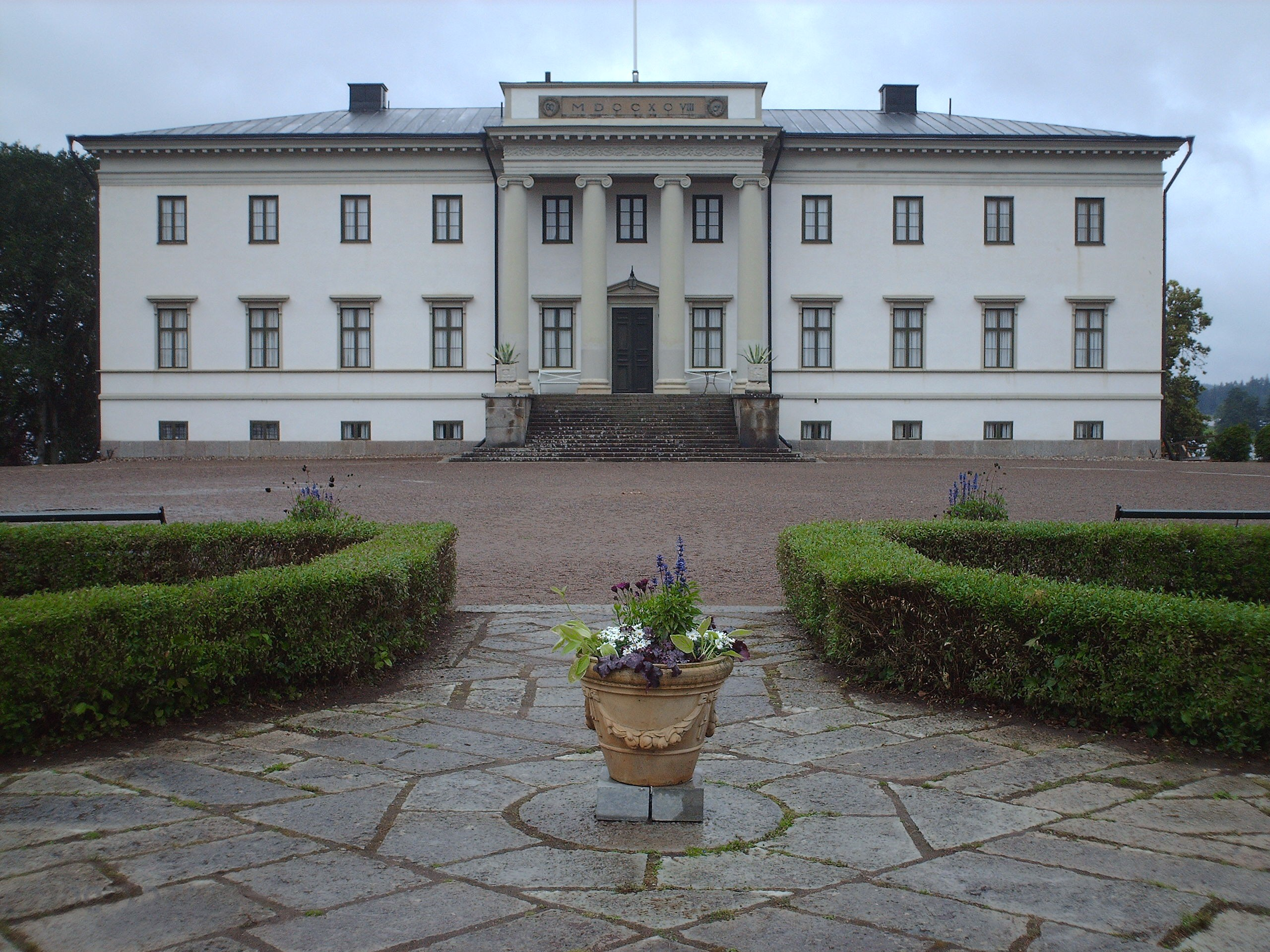
Das Hauptgebäude von der Südseite

Schloss Stjärnsund ist ein Prachtbau in der schwedischen Gemeinde Askersund in der Provinz Närke.
Das Schloss liegt auf einer hohen Landzunge zwischen dem See Alsen und einer Wasserstraße, die diesen See mit dem See Vättern verbindet. Das Gebäude entstand zwischen 1798 und 1801 nach Zeichnungen des Architekten Carl Fredrik Sundvall im damals üblichen neuantiken Stil. Das Hauptgebäude hat zwei Etagen sowie eine tiefer gesetzte Verwaltungsetage. In der Mitte befindet sich eine hervorspringende Partie in Form eines Prostylos mit vier Säulen, die auf einer erhöhten Steintreppe ruhen.
Das Schloss gehört zu einem Gut, das 1637 von Johan Gabrielsson Oxenstierna durch Zusammenlegung mehrerer kleinerer Grundstücke geschaffen wurde. Durch Kauf und Tausch wuchs das Anwesen weiter und umfasste zeitweilig einen Großteil der Kirchengemeinden Askersund und Hammar. In den folgenden Jahren wechselte das Gut zwischen verschiedenen Adelsfamilien, bevor es 1823 an König Karl XIV. Johann verkauft wurde. Der königliche Verwalter ließ das Schloss verfallen, doch nachdem Oskar I. es 1851 an seinen Zweitgeborenen Franz Gustav verkauft hatte, erfolgte eine grundlegende Reparatur unter Leitung von P. A. Nyström. Prinz Franz Gustav war musikalisch begabt und laut verschiedenen Berichten hat er auf dem Schloss einige seiner bekannten Lieder komponiert. Nach dem frühen Tod des Prinzen verkaufte Oskar I. das Gut an sein fünftes Kind August, der es wiederum an die Adelsfamilie Cassel veräußerte.
Durch Testament ging das Schloss 1951 an die Königlich Schwedische Gelehrsamkeits-, Geschichts- und Antiquitätenakademie, die es als Kulturdenkmal bewahren soll. Seit 1965 ist es als Byggnadsminne eingestuft. Das Schloss ist im Sommer für Besucher geöffnet. Hier befinden sich weiterhin ein Wagenmuseum, eine Meierei und ein Café.
Das Gut ist der Stammhof für die Rinderrasse Schwedisches Rotvieh.